# Theodora Anna Doukaina Selvo
Theodora Anna Doukaina Selvo, gebürtige Theodora Anna Doukaina, (* 1058; † 1083 in Venedig) war eine der drei Töchter des byzantinischen Kaisers Konstantin X. Dukas. Sie war ab 1075 mit Domenico Silvo, dem Dogen von Venedig verheiratet. Sie war die letzte byzantinische Prinzessin, die mit einem venezianischen Dogen verheiratet war.

## Leben
Theodora Anna Doukaina, griechisch Θεοδώρα Άννα Δούκαινα, wurde im Jahr 1058 als Tochter von Konstantin X. Doukas und seiner zweiten Ehefrau Eudokia Makrembolitissa geboren.
Im Jahre 1075 wurde sie in einem prunkvollen Zeremoniell mit dem Dogen von Venedig Domenico Silvo verheiratet, in dem sie von ihrem Bruder Michael VII. Doukas mit dem kaiserlichen Diadem gekrönt wurde. Theodora nahm ihren griechischen Hofstaat mit nach Venedig.
Dies geschah in einer Zeit, in der Venedig und Konstantinopel Verbündete brauchten. Im Frühjahr 1075 kam es zu einem ersten Angriff von Normannen auf die Insel Arbe in der nördlichen Adria. Byzanz, zunehmend durch Seldschuken von Osten und Normannen von Westen bedrängt, war nicht in der Lage, in der Adria einzugreifen. Stattdessen vertrieb Domenico Silvo mit der venezianischen Flottenmacht die Normannen 1075 und 1076 aus Dalmatien. Von den dortigen Städten ließ er sich als senior anerkennen. Der Kaiser erhob ihn daraufhin zum protoproedos, ein hoher Titel, der bis dahin keinem Doge zuerkannt worden war. Silvo, der bis dahin den Titel Venecie et Dalmacie dux bevorzugt hatte, rühmte sich nun des byzantinischen Titels. Wohl um diese Zeit heirateten er und Theodora Dukas.
Venedig erhielt im Mai 1082 vom neuen Kaiser Alexios I. Komnenos in einem Chrysobullon weit reichende Privilegien im Byzantinischen Reich, Befreiung von Steuern auf die Handelsware und eine eigene Händlerkolonie am Goldenen Horn, deren Bewohner dogaler Rechtsprechung unterlagen. Dieser Vertrag bildete das Fundament für Venedigs Aufstieg zur führenden Handels- und Militärmacht im östlichen Mittelmeer. Silvo erhielt den Titel eines protosebastos, was ihm den gleichen Rang verlieh, wie dem Kaiser selbst. Byzanz hingegen, das noch Mitte des 11. Jahrhunderts das östliche Mittelmeer weitgehend beherrscht hatte, konnte seine Flotte nur noch in geringer Stärke aufrechterhalten. 1082 besiegte die venezianische Flotte zwar die Normannen, doch unterlag die byzantinische Armee vor Durazzo, das die Normannen besetzt hatten. Von dort marschierten letztere direkt auf Konstantinopel zu. Doch mussten sie ihr Unternehmen abbrechen, als Heinrich IV. gegen das mit ihnen im Bund stehende Rom zog.
Die Dogaressa, wie man die Ehefrauen der Dogen später bezeichnete, verstarb im Jahr 1083 sehr jung.

## Rezeption
In Venedig soll sich die Frau des Dogen im Laufe der Zeit durch ihr aristokratisches Gehabe und ihre überhebliche Art unbeliebt gemacht haben, behaupteten viele Chronisten, indem sie der Vorlage folgten, die Andrea Dandolo, selbst Doge, verfasst hatte. Ihre Tischsitten mit Gabeln, Fingerschalen, Servietten und Appliken wurden als byzantinische Extravaganz angesehen. Sie brachte also angeblich byzantinischen Prunk und Luxus nach Venedig, der von Petrus Damiani in seinem De Institutione monialis, wie Andrea Dandolo ausdrücklich vermerkt, kritisiert worden sein soll. Doch konnte der bereits 1072 verstorbene Damiani wohl kaum die Prinzessin, die frühestens 1075 in Venedig erschien, gemeint haben. Er bezog sich wohl eher auf die im Jahr 1007 gestorbene Maria, die ebenfalls byzantinische Ehefrau des Mitdogen Johannes Urseolus. Die Verurteilung der Griechin durch Petrus Damiani erwähnt die maßgebliche Chronik aus der Feder des Dogen Andrea Dandolo. Danach befassten sich die Geschichtsschreiber fast ausschließlich mit ihrem Lebenswandel und der Verdammung byzantinischer Sitten.
Nach der Chronik des Gian Giacomo Caroldo, den Historie venete dal principio della città fino all’anno 1382, heiratete „Dominico Silvio“ eine „nobile Constantinopolitana, ad essortationedi Micchiel Paphlagono Imperatore di Greci“, die mit „artificiosa voluttà“ lebte. Sie kleidete sich mit „pretiosi ornamenti, con odori et altre infinite delicatezze“, wie – so bemerkt der Chronist ausdrücklich – schon Petrus Damianus erwähnte, „con la penosa morte che fece conveniente alla sua vita“. Sie sei also für ihr verschwenderisches und wollüstiges Leben bestraft worden.
1687 bemerkte Jacob von Sandrart in seinem Opus Kurtze und vermehrte Beschreibung Von Dem Ursprung / Aufnehmen / Gebiete / und Regierung der Weltberühmten Republick Venedig der Doge „… soll eine Constantinopolitanerin zur Gemahlin gehabt haben / welche sich im Thau/den sie mit grosser Mühe samlen lassen / zu baden pflegen / auch soll sie die Speisen / so sie ihr von Verschnittenen erstlich klein zerschneiden lassen / mit güldenen Gäbelein in den Mund gestecket haben/damit sie die Finger nicht beschmierte / dazu habe sie das Hauß allzeit mit allerhand wohlriechenden Dingen annehmlich gemacht. Sie soll aber endlich in eine solche Sucht gerathen seyn / daß sie nicht nur gantz ausgezehret ; sondern auch vor Stanck keyn Mensch bei ihr bleiben können/ ja die Luft selbst durch solchen üblen Geruch angestecket worden.“
Erst Samuele Romanin, der diese Epoche 1853 im ersten der zehn Bände seiner Storia documentata di Venezia darstellte, berichtet mit einer gewissen Distanz von den Chronisten, dass Silvo eine Prinzessin geheiratet habe, die entweder die Tochter von Konstantin Dukas (1059–1067) oder von Nikephoros Botaneiates gewesen sei, der erst 1078 Kaiser wurde. Auch Romanin berichtet ‚vom Luxus und den Weichheiten‘ („mollezze“), die Silvos Frau nach Venedig brachte, und die bis dahin unbekannt gewesen seien. Dort wird von Wohlgerüchen und goldenen Gabeln berichtet, von Handschuhen, die die Griechin unausgesetzt trug, und vom Tau, den sie sammeln ließ – und davon, dass sie von all diesen Substanzen krank geworden sei (S. 310 f.). Romanin akzeptiert diese Berichte, wendet allerdings ein, dass zahlreiche Venezianer seit Generationen nach Konstantinopel fuhren, und kommt dennoch zu dem Schluss, dass ihr Einfluss eine „rivoluzione nei costumi“ bewirkt habe.
In seinem Il Palazzo ducale di Venezia von 1861 glaubt Francesco Zanotto, dass Kaiser Michael VII., um sich stärker durch Freundschaftsbande an den Dogen zu binden, dem Dogen Theodora zur Frau gab, den die einen für eine Tochter Konstantins X., die anderen für eine Schwester des Nikephoros Botaneiates hielten, seines Nachfolgers. ‚Nach Aussage der Historiker‘ („al dir degli storici“) habe sie erstaunenerregenden Luxus, ihre Hofdamen und Eunuchen mitgebracht, habe zahlreiche Düfte und Kräuter verwandt, an denen sie erkrankt sei. Ihr Körper stank, sie starb nach kurzer Zeit. Angeblich, so behaupte jedenfalls Sanudo, habe er vom Kaiser den Titel „protpedro imperiale“ erhalten, der auf einen Ort namens Protocridi zurückgegangen sein soll, den Theodora mit in die Ehe brachte.
Gleich zu Anfang erklärt August Friedrich Gfrörer († 1861) in seiner, erst elf Jahre nach seinem Tod erschienenen Geschichte Venedigs von seiner Gründung bis zum Jahre 1084: „Doge Contareno starb, wie mir scheint, erst nach der Mitte des Jahres 1071“. Nach Gfrörer vermeldet nicht nur Dandolo, sondern auch byzantinische Quellen, die Ehe mit Theodora, „der Tochter des Constantin Ducas“. Nach Dandolo sei diese Ehe auf Betreiben „des jungen griechischen Kaisers Michael, der 1067 seinem Vater Constantin Ducas gefolgt war, zu Stande gekommen, auch habe Michael den herzoglichen Schwager mit den prächtigen Titel eines Protoproedros geschmückt.“ Für den Verfasser deutet dies auf den in seinen Augen abermaligen Versuch hin, eine Erbmonarchie zu errichten. Auch habe sich der Doge auf die Seite Heinrichs IV. geschlagen, ein Zustand, der von 1071 bis 1081 anhielt, doch auch danach habe ihm Papst Gregor VII. nicht getraut. In einem Brief vom 8. April 1081 gab der Papst seiner Freude über einen Gesinnungswandel Silvos Ausdruck (S. 505).
Auch Heinrich Kretschmayr berichtet 1905 in seiner Geschichte von Venedig von Theodora und dem „übergroßen Luxus“ der „Dogaressa“, für den sie angeblich mit Krankheit und Tod bestraft wurde. Doch distanziert er sich zugleich von Petrus Damiani und dessen „augenfälligen Übertreibungen“. Auch seien „ähnliche Nachrufe auch der Kaiserin Theophanu und anderen ins Abendland gekommenen Griechenprinzessinnen nachgesagt worden.“
John Julius Norwich interessiert sich in seiner History of Venice gleichfalls vor allem für den Krieg gegen die Normannen. „The first decade of Domenico Selvo's reign was tranquil enough. Soon after his accession he married the Byzantine Princess Theodora Dukas“, ist sich Norwich sicher.